# Jan Lundquist
Jan Lundquist, född 12 juli 1935 i Kungsholms församling i Stockholm, död 2 november 2022, var en svensk målare, tecknare och grafiker.
Lundquist var son till tecknaren Birger Lundquist och Carin Sandkvist samt halvbror till journalisten Ruffa Alving.
Lundquist var som konstnär autodidakt. Separat har han sedan 1970 ställt ut i Mainau och på ett antal gallerier i Stockholm och Uppsala samt medverkat i ett flertal samlingsutställningar i Sverige och Tyskland. Bland hans offentlig arbeten märks utsmyckningar för Nordbanken, SE-banken, Akademiska sjukhuset, Uppsala kommun, Huddinge sjukhus, Stockholms stadshus, Stockholms stift och Akademiska sjukhuset. Hans konst består av snabbt fångade miljöbilder av vardagliga händelser, landskap och stadskvarter samt illustrationer för böcker, tidningar och med scendekorer. Lundquist är representerad vid Stockholms stadsmuseum, Sjöhistoriska museet, Uppsala kommun och Uppsala läns landsting. Lena Köster gav 2005 ut boken 40 år med Jan Lundquist  som tar upp delar av hans konstnärskap och Lundquist gav själv ut boken Stockholm, teckningar.